# Total War: Shogun 2
Total War: Shogun 2 è un gioco della serie di videogiochi strategici Total War della britannica The Creative Assembly, pubblicato da SEGA. Ambientato nel XVI secolo in Giappone, è il rifacimento del primo capitolo della saga, Shogun: Total War ed è uscito in Italia il 15 marzo 2011. Il gioco è ambientato nell'epoca Sengoku, caratterizzata delle lotte tra i vari clan per il dominio sul Giappone. Il giocatore sceglierà uno fra gli otto clan presenti come fazioni giocabili, ognuno con una posizione e un potere politico e militare differente dall'altro. Come è tipico della serie Total War, anche Shogun 2 è un misto di strategia a turni e battaglie in tempo reale. Il gioco è integrato nella piattaforma Steam, sia per la versione in vendita in scatola che per quella acquistabile online.
La scala del gioco, non più mondiale, è tornata ad essere regionale: se Empire: Total War comprendeva l'America, l'Europa e il Subcontinente indiano, Shogun 2 è ambientato nel solo Giappone. Il gioco presenta caratteristiche che contribuiscono allo sviluppo dei personaggi in maniera simile a un gioco di ruolo, i generali e gli agenti infatti acquisiscono tratti diversi a seconda dello svolgimento della partita (come nei precedenti giochi) ma guadagnano anche punti esperienza che il giocatore può utilizzare per migliorare le loro abilità. Il giocatore deve portare al predominio la propria nazione, facendo attenzione a non infrangere i codici d'onore giapponesi e a non infangare il nome della famiglia.
Una novità sono le cosiddette unità eroe, con personaggi ispirati a figure storiche giapponesi, come il monaco guerriero Benkei. Gli eroi possono ingaggiare duelli sul campo di battaglia. Creative Assembly si è servita, come già fece per il primo Shogun, della collaborazione dell'esperto di storia e tradizioni giapponesi Stephen Turnbull, docente di religione giapponese alla Leeds University.

## Campagna e battaglie
Lo scopo di Total War: Shogun 2 è guidare uno dei clan giapponesi verso l'unificazione del Paese, conquistando per il proprio daimyō il titolo di Shōgun. Il giocatore deve sviluppare il proprio regno costruendo edifici e migliorando le infrastrutture, dando impulso alla ricerca delle arti civili e militari, mettendo sul campo eserciti per conquistare le province dei clan rivali. La fase strategica, in cui è mostrata la mappa del Giappone, si alterna, se lo si desidera,  a quella tattica, in cui gli eserciti e le flotte si combattono in tempo reale in un campo di battaglia 3D, oppure utilizzare solo la visuale tattica e lasciare alla CPU (AI) il compito di gestire le battaglie.
Nella fase strategica, il giocatore può servirsi anche di alcuni agenti (reclutabili in particolari edifici). Il monaco può convertire le popolazioni al Buddhismo migliorando il loro livello di felicità, viaggiare con gli eserciti per aumentarne il morale, demoralizzare le armate nemiche, convertire gli agenti nemici per farli ritirare dalla scena e, soprattutto, può incitare ribellioni nelle provincie nemiche. Durante la campagna potrà essere offerta al giocatore la possibilità di convertire il clan al Cristianesimo. In questo caso, si potranno costruire chiese al posto dei templi per reclutare missionari cristiani, capaci di diffondere la nuova religione.
Il ninja ha funzioni di esplorazione, può uccidere generali e agenti nemici, può sabotare edifici o armate nemiche. Il metsuke è l'antagonista per eccellenza dei ninja, svolge funzioni di polizia, può arrestare agenti nemici, corrompere generali e insediamenti. La geisha è un'abilissima assassina che sfrutta il suo potere di seduzione per uccidere i samurai nemici, ma non ha la furtività del ninja ed è sempre visibile per gli agenti nemici.
Il gioco vede il ritorno di alcune caratteristiche dei primi capitoli della serie: i discorsi dei generali e le battaglie notturne. Prima dell'inizio della battaglia, il generale in campo fa un discorso di incitamento che può essere più o meno efficace nell'incitare le truppe ed alzarne il morale. Total War: Shogun 2 ha una varietà di 100.000 discorsi possibili, interpretati dai doppiatori in lingua giapponese, con i sottotitoli visualizzati nella lingua del giocatore.
Come già in Empire: Total War e Napoleon: Total War, si possono combattere le battaglie navali. Le navi rappresentate nel gioco sono differenziate con il classico sistema rock-paper-scissors dei giochi strategici. Le azioni navali si concentrano soprattutto sugli abbordaggi e i combattimenti fra gli equipaggi,nei combattimenti navali è possibile inoltre combattere vicino alla terraferma, cosa che non era possibile nei precedenti capitoli Empire Total War e Napoleon Total War..
Nel corso del gioco, si può consultare quella che gli autori hanno definito Sengoku-pedia. Una sorta di enciclopedia delle unità e tecnologie disponibili, con eventi storici e informazioni rilevanti per l'esperienza di gioco.
La mappa del Giappone presentata in Total War Shogun 2 si caratterizza per la presenza di alture, gole, strozzature e conformazioni del terreno da poter sfruttare strategicamente per posizionare le armate.

## Clan presenti
I clan giocabili in Total War: Shogun 2 si dividono in 3 categorie: quelle normali, quelle disponibili con l'espansione L'alba dei Samurai e disponibili con l'espansione Il Tramonto dei Samurai. Solo i clan maggiori sono giocabili.

### Subito disponibili

#### Clan maggiori
- Chosokabe: migliori introiti dalle fattorie, arcieri migliori (minori tempi di ricarica e maggior precisione) e più economici (sia samurai che Ashigaru);
- Date: carica migliorata, samurai con nodachi migliori e più economici;
- Hōjō: armi d'assedio migliorate, costruzioni di castelli più economiche;
- Mōri: flotta superiore e più economica;
- Oda: Ashigaru con migliore morale e costi minori;
- Shimazu: generali più fedeli, samurai con katana a minor prezzo;
- Takeda: cavalleria superiore e più economica;
- Tokugawa: Metsuke e Ninja Kisho migliorati, diplomazia migliore;
- Uesugi: monaci superiori e più economici, introiti commerciali migliorati;
- Hattori (giocabile solo con l'apposito pacchetto): ninja superiori e più economici;
- Ikkō-ikki (giocabile solo con l'apposito pacchetto): Ashigaru più numerosi ma deboli, monaci guerrieri superiori.
- Ōtomo (giocabile solo con l'apposito pacchetto): unità con armi da fuoco più economiche, conversione religiosa migliorata, azioni del missionario più economiche, importazione più rapida delle unità di ashigaru con moschetti a miccia;

#### Clan minori
- Amako
- Anegakoji
- Asai
- Ashikaga (avversario principale in quanto clan dello Shogunato)
- Ashina
- Bessho
- Hatakeyama
- Hatano
- Honma
- Imagawa
- Itō
- Jinbō
- Kikkawa
- Kiso
- Kitabatake
- Kōno
- Matsuda
- Miyoshi
- Mogami
- Murakami
- Ōuchi
- Ōgigayatsu (ramo del clan Uesugi)
- Sagara
- Saitō
- Sakai
- Satake
- Satomi
- Shōni
- Sogō
- Takaoka
- Tsutsui
- Urakami
- Yamana
- Yamanouchi (ramo del clan Uesugi)
- Pirati Wako
- Ribelli buddhisti
- Ribelli cristiani
- Portogallo

### L'alba dei samurai

#### Clan maggiori
- Kamamura Minamoto: costo samurai -20%
- Kiso Minamoto: movimento sulla mappa della campagna +20%
- Hiraizumi Fujiwara: +5% introiti tasse
- Kubota Fujiwara: monaci guerrieri migliori
- Fukuhara Taira: +1 armatura unità di lancieri
- Yashima Taira: -20% costo navi

### Il tramonto dei samurai
- Nagaoka: -15% costo unità moderne
- Jozai: rinfoltimento in territorio nemico
- Aizu: +1 esperienza unità tradizionali
- Tosa: navi migliori
- Choshu: -10% costi unità ed edifici moderni
- Satsuma: +5% riduzione costi di amministrazione
- Sendai
- Saga: +5% precisione artiglieria
- Obama
- Tzu: -10% costo della azioni shinobi
- America (non giocabile)
- Inghilterra (non giocabile)
- Francia (non giocabile)

## Multigiocatore
Il multigiocatore di Total War:Shogun 2 è stato oggetto di grossi cambiamenti rispetto agli altri capitoli della serie.
Se da un lato tornano le classiche battaglie multigiocatore (denominate appunto "battaglie classiche") nelle quali si può scegliere una fazione per cui battersi, dall'altro si può scegliere di creare un generale personalizzato (l'Avatar) che, attraverso la conquista di territori in una mappa semplificata del Giappone, potrà personalizzare il suo esercito, con unità veterane uniche e servitori. Una volta completata la conquista del Giappone si accede alle classifiche generali che vedono competere i giocatori più esperti.

### L'Avatar
L'Avatar, in Total War:Shogun 2 è il fulcro dell'esercito durante le battaglie multigiocatore. Può essere personalizzato nell'aspetto, scegliendo i pezzi e i colori dell'armatura che indosserà in battaglia, e nelle abilità: attraverso un sistema basato sui livelli e sulla progressione nella conquista dei territori del Giappone.

### La mappa multigiocatore
La mappa multigiocatore riproduce in maniera approssimativa il Giappone diviso in varie regioni, ognuna delle quali, una volta conquistata, sbloccherà nuove unità o servitori per l'esercito dell'Avatar.

### I servitori
I servitori sono degli oggetti o degli aiutanti che vengono selezionati prima di scendere in battaglia e che possono:
- fornire bonus all'esercito dell'Avatar;
- penalizzare l'esercito dell'Avatar nemico;
- permettere di schierare unità speciali (artiglieria, unità d'élite).

### I veterani
Dopo una battaglia nella quale una delle unità ha accumulato abbastanza punti esperienza si può scegliere di farla diventare "veterana", in questo modo si può personalizzare l'unità esteticamente ma soprattutto migliorarne le abilità attraverso un sistema simile a quello usato per l'Avatar.

## Grafica
I modelli dei soldati di Total War Shogun 2 hanno un totale di 52 "ossa", il 25% in più dei precedenti giochi. Le animazioni sono state realizzate grazie al motion capture con la collaborazione di professionisti di arti marziali della British Kendo Association. Il gioco supporta le DirectX 9, 10 e 11 e il nuovo sistema di luci dinamiche gestisce fino a 300 sorgenti luminose diverse.
Nelle battaglie sono rappresentate le quattro stagioni, con paesaggi diversi a seconda del periodo dell'anno in cui avviene lo scontro. Sul campo di battaglia possono essere presenti edifici che contribuiscono ad alzare il morale delle truppe, come i templi, oppure altre strutture che danno particolari bonus come dojo, fabbri e altro, un po' come negli assedi ci sono punti chiave da conquistare o difendere per garantirsi la vittoria oltre all'annientamento dell'armata avversaria..

## Colonna sonora
Per Total War Shogun 2, Creative Assembly ha richiamato Jeff van Dyck per la composizione delle musiche, lo stesso artista che aveva già prodotto le colonne sonore di Shogun: Total War, Medieval: Total War, Rome: Total War e Medieval 2: Total War. Gli sviluppatori hanno usato strumenti e armi dell'epoca per riprodurre gli effetti sonori.

## DLC
Sono stati pubblicati sette downloadable content (DLC). Tutti e sette possono essere acquistati dal sito internet di Steam oppure direttamente attraverso il client.

### The Ikko Ikki Clan Pack
Il 26 maggio 2011 è stato pubblicato il primo DLC per Total War: Shogun 2: il pacchetto clan Ikko Ikki, che sblocca l'omonima fazione nella campagna e aggiunge:
- una nuova battaglia storica (la battaglia di Nagashima);
- nuovi pezzi di armatura per la personalizzazione dell'Avatar;
- nuovi servitori per il comparto multigiocatore;
- le unità "Monaca Guerriera", "Cavalleria di Monaci Guerrieri con Naginata" e l'"Eroe Monaco Guerriero con Naginata" presenti in giocatore singolo come in multigiocatore;
- un nuovo agente per la campagna in giocatore singolo.

### Sengoku Jidai Unit Pack
Il secondo DLC per Shogun 2 è stato pubblicato il 28 luglio 2011. Si tratta di 10 nuove unità di élite disponibili in tutte le modalità di gioco.
- Samurai "antiproiettile" (clan Date)
- Monaci "maratoneti" (clan Uesugi e Ikko Ikki)
- Mortaio a mano (clan Hojo)
- Cannone pesante (clan Shimazu)
- Razziatori Wako (clan Mori)
- Fucilieri a cavallo (clan Tokugawa)
- Banditi (clan Hattori)
- Ashigaru con yari lungo (clan Oda)
- Cavalleria del fuoco (clan Takeda)
- Samurai Daikyu (clan Chosokabe)

### Hattori Clan Pack
Aggiunge la possibilità di giocare la campagna con il clan Hattori e aggiunge una battaglia storica: quella di Nagashino.

### Blood Pack
Aggiunge il sangue agli scontri fra unità durante le battaglie.

### Dragon War Battle Pack
Permette di giocare gli scenari storici introdotti dall'espansione Il Tramonto dei Samurai, ovvero la Battaglia di Toba Fushimi, l'Assedio del Castello di Osaka, la Battaglia di Ueno, la Battaglia di Aizu, la Battaglia di Miyako Bay e la Battaglia di Hakodate, senza possedere l'espansione completa.

### Saints and Heroes Unit Pack
Si tratta di 9 nuove unità di eroi disponibili in tutte le modalità di gioco.
- Cavalleria con katana di Kiyomasa (eroe della cavalleria con katana)
- Cavalleria yabusame di Yoritomo (eroe della cavalleria con arco)
- Le lance di Shizugatake (eroe della cavalleria con Yari)
- Le Lame di Benkei (eroe con Naginata)
- Eroine hime di Gozen (eroine hime di Gozen)
- I tanegashima di Tokitaka (eroe con moschetto a miccia)
- I maestri di spada di Seigen (eroe con Nodachi)
- Guerrieri con tetsubo di Tadakatsu (guerrieri con tetsubo di Tadakatsu)
- I guerrieri ombra di Hanzo (eroe ninja)

### Otomo Clan Pack
Aggiunge la possibilità di giocare la campagna con il clan Otomo, e aggiunge nuovi edifici (terra in concessione, ospedale, seminario gesuita, collegio gesuita) e nuove unità.
- Tercos portoghesi (fanteria, da tiro, corpo a corpo)
- Cavalleria Otomo con spingarda (a cavallo, da tiro)
- Ashigaru Otomo con moschetto a miccia (fanteria, da tiro)
- Samurai Otomo con moschetto a miccia (fanteria, da tiro, corpo a corpo)
- Kobaya Otomo con moschetti (navale, da tiro)

## Espansioni
L'Alba dei Samurai (disponibile come Rise of the Samurai su Steam) è la prima espansione del videogioco, è stata distribuita il 27 settembre 2011. Un'espansione stand-alone: Il tramonto dei samurai è uscita nel marzo 2012.

### Total War: Shogun 2 - L'Alba dei Samurai
A differenza dei precedenti DLC, che si limitavano ad apportare piccole aggiunte al gioco base, "L'Alba dei Samurai" aggiunge una nuova campagna per giocatore singolo ambientata ben quattrocento anni prima rispetto alla campagna del gioco base, ossia nella Guerra Genpei che portò alla creazione del primo shogunato nonché all'ascesa dei Samurai come classe dominante.
L'espansione, che cambia radicalmente l'esperienza di gioco, comprende:
- La nuova campagna indipendente "L'Alba dei Samurai", nella quale l'obiettivo non è rovesciare uno shogunato come nella "campagna base", bensì ottenere un prestigio tale da conquistare la supremazia sul Giappone ed elevarsi sugli altri clan come legittimo Shogun.
- Tre potenti famiglie giapponesi (Taira, Minamoto e Fujiwara) divisi in sei clan giocabili appartenenti al periodo Genpei.
- Decine di nuove unità caratteristiche del periodo Genpei, quindi molto diverse rispetto a quelle già presenti, che permettono quindi nuove strategie di gioco.
- Quattro nuove unità eroiche, tra cui degli spietati Monaci Guerrieri Tetsubo e le letali donne Samurai Onna Bushi.
- Dieci nuove unità navali, con relative quattro nuovissime abilità.
- Quattro nuovi tipi di agenti:
  - La Shirabyoshi, che utilizza la seduzione per convincere il bersaglio a unirsi alla causa della sua famiglia e per distrarre gli eserciti nemici. È anche in grado di intrattenere i nobili delle città amiche per aumentarne la crescita, e di intrattenere i generali alleati sul campo per aumentare la loro lealtà alla famiglia e contrastare le azioni degli agenti nemici che tentano di corromperli o sedurli per far loro cambiare fazione.
  - Il Junsatsushi, che può richiedere il giuramento di fedeltà di città castello neutrali e nemiche e delle truppe che vi stazionano. Si assicura la lealtà e l'obbedienza dei generali alleati, aumenta gli introiti combattendo la corruzione e mantiene le tue città castello e i tuoi eserciti al sicuro dai sotterfugi del nemico quando vi staziona. Può anche corrompere gli agenti nemici.
  - Il Monomi, è un assassino, spia, sabotatore ed esploratore. Può creare reti di spionaggio all'interno delle tue città castello, aumentando le possibilità di scoprire eventuali agenti ed eserciti nemici nascosti all'interno di una provincia.
  - Il Sou, che può ispirare un esercito alleato o sedare la rabbia della popolazione con le sue parole illuminate. Allo stesso modo è in grado di demoralizzare le truppe nemiche, ridurre le possibilità di successo dei tentativi di corruzione, indottrinare gli agenti nemici e farli ritirare, oppure incitare il popolo alla rivolta.
- Un nuovo scenario storico: la Battaglia di Anegawa (1570).

### Total War: Shogun 2 - Il tramonto del Samurai
Una nuova espansione è stata pubblicata il 23 marzo 2012, ambientata durante la transizione che condusse al periodo Meiji e alla restaurazione del potere imperiale in Giappone sotto Mutsuhito. La campagna si svolge durante la guerra Boshin e vede lo scontro tra la tradizionale cultura di una parte dell'aristocrazia samurai fedele allo shōgun Tokugawa Yoshinobu e un'alleanza di forze a sostegno dell'imperatore, che riuscirà a conquistare il potere nel 1867. Il gioco consente l'utilizzo di armi da guerra moderne come armi da fuoco, navi a vapore e artiglieria, accanto alle tradizionali forme di combattimento (katane e armature) legate all'antica casta samurai.

## Contenuti creati dalla comunità
Total War: Shogun 2 è presente nello Steam Workshop dove è possibile condividere mappe, battaglie storiche e qualsiasi altro tipo di mod creato dagli utenti tramite l'Assembly Kit, un potente kit di sviluppo pensato per i modders.

## Curiosità
Questo è il primo videogame della serie il cui titolo riporta prima il marchio Total War e poi il vero e proprio nome del gioco (Shogun 2), mentre nei giochi precedenti accadeva l'opposto. Ciò è stato fatto nell'ambito di una strategia di marketing volta a enfatizzare il brand.